# No further ahead than today
No further ahead than today is een studioalbum van Ulrich Schnauss. Het album ontstond in de periode dat Schnauss net was toegetreden tot Tangerine Dream, toen de leider daarvan, Edgar Froese, overleed en de groep enige tijd stil kwam te liggen. Schnauss werkte vervolgens aan dit album dat volgens zijn toelichting opgenomen is In the middle of nowhere. Schnauss droeg het album aan Froese op. Het bevat elektronische muziek uit de Berlijnse School. Het werd uitgebracht door PIAS op sublabel Scripted Realities van Schnauss zelf.
Het album werd goed ontvangen binnen de niche van de elektronische muziek. Toch waren er ook daarbinnen tegengestelde meningen wisselend van een van zijn saaiste tot een van zijn beste albums. In het voorjaar 2020, toen Schanuss de rechten van dit album teruggekocht had, werd het album opgenomen in de verzamelbox Now is a timeless present. 

## Musici
- Ulrich Schnauss – synthesizers, elektronica

## Muziek
| Nr. | Titel                       | Duur |
| --- | --------------------------- | ---- |
| 1.  | Melts into air              | 6:12 |
| 2.  | Love grows out of thin air  | 5:27 |
| 3.  | The magic in you            | 5:44 |
| 4.  | Thoughtless motion          | 5:27 |
| 5.  | No further ahead than today | 7:43 |
| 6.  | Wait for me                 | 5:10 |
| 7.  | New day starts at dawn      | 5:27 |
| 8.  | Negative sunrise            | 4:32 |
| 9.  | Illusory sun                | 5:13 |